# روستوف (قوبا)
روستوف (قوبا) (بالأذرية: Rustov (kənd)، بالإنجليزية: Rustov، بالتركية: Rustov، بالفارسية: روستا (قوبا)، باليونانية: Ρούστοφ): هي قرية وبلدية في مقاطعة قوبا في أذربيجان. يبلغ عدد سكانها 3,956 نسمة. تتكون البلدية من قرى روستوف، بوسته قاسم، كل باغ، يكدار، باد، مشكه-خواجه، كاداري، جيندار.